# 亚布洛诺沃农村居民点 (瓦卢伊基区)
亚布洛诺沃农村居民点（俄语：Яблоновское сельское поселение）是俄罗斯联邦别尔哥罗德州瓦卢伊基区所属的一个农村居民点。其下辖有6个居民点，行政中心为亚布洛诺沃。据2016年统计，该农村居民点的人口为1298人。